# 헤이세이 부사이쿠 샐러리맨
《헤이세이 부사이쿠 샐러리맨》(일본어: 平成舞祭組男)은 2014년 10월 18일부터 2015년 1월 3일까지 닛폰 TV에서 매주 토요일 24:50 ~ 25:20(JST)에 방송된 텔레비전 드라마이다. 부사이쿠 멤버 4명의 첫 드라마 주연 작품이다.

## 개요
출세가도와는 무연한 "서투른 샐러리맨"들의 안타깝고, 비애에 찬, 하지만 웃을 수 있는 리얼한 일상의 이야기

## 캐스트

### 파쿠파쿠 제과 니시도쿄 지사

#### 영업 기획 2부
- 요코오 와타루 (27) - 요코오 와타루
- 미야타 토시야 (26) - 미야타 토시야
- 니카이도 타카시 (25) - 니카이도 타카시
- 센가 켄토 (25) - 센가 켄토 (Kis-My-Ft2)
- 난죠 아이 (28) - 마이코
- 세리자와 키미히코 (40) - 노마구치 토오루
- 이타미 히데오 (56) - 시가 코타로

#### 총무부
- 미나토 리카 (24) - 미나미사와 나오

### 파쿠파쿠 제과 본사
- 타마가키 유지 (37) - 오카다 요시노리

### 게스트
제1화
- 타마모리 유타 (Kis-My-Ft2), 후지가야 타이스케 (Kis-My-Ft2), 키타야마 히로미츠 (Kis-My-Ft2) (파쿠파쿠 제과 CM 탤런트)

제2화
- 세마이 히로시 (세마이 상사 사장) - 오카야마 하지메
- 야마구치 쿠마오 (니시도쿄 지사 오피스 빌딩 경비원) - 우에키 키요히코

제3화
- 타카미자와 테츠오 (수퍼 타카미자와 사장) - 오오코우치 히로시

제6화
- 오가와 케이키 (앙트레 누 쇼콜라타 오너 파티시에) - 야소다 유이치

제7화
- 오오모리 타쿠미 (파쿠파쿠 제과 본사 전무) - 야마모토 아키라

최종화
- 타마모리 유타 (Kis-My-Ft2), 후지가야 타이스케 (Kis-My-Ft2), 키타야마 히로미츠 (Kis-My-Ft2) (인기 절정의 3인조 아이돌 역/사진 출연)

## 스태프
- 각본 - 야마우라 마사히로, 도쿄 03
- 음악 - 게리 아시야
- 감독 - 쿠리하라 진, 오카모토 아츠시
- 내레이터 - 유아사 마유미
- 각본 협력- 혼다 마코토
- 감독 보조- 오사와 코이치로
- 조감독 - 고토 코타로
- 애니메이션 - 아베 유야, 우키 미유
- 안무 - 후리츠케 카교 air:man
- 제작 - 후쿠시 아츠시
- 프로듀서 - 이시오 준, 우에노 히로유키, 이토 히로시
- 라인 프로듀서 - 호리오 세이야
- 프로듀서 보조 - 시모토리 마사
- 제작 프로덕션 - AX-ON
- 기획 제작 - 닛폰 TV
- 기획 협력 - 쟈니즈 사무소
- 제작 협력 - 이미지 필드
- 제작 저작 - 〈헤이세이 부사이쿠 샐러리맨〉 제작 위원회(D.N.드림 파트너, vap)

## 방송 일자
| 각 화             | 방송일           | 원작 콩트      | 감독            | 시청률 |
| ----------------- | ---------------- | -------------- | --------------- | ------ |
| 제1화             | 2014년 10월 18일 | 카쿠야스 투어  | 쿠리하라 진     | 2.9%   |
| 제2화             | 10월 25일        | 영업 스타일    | 쿠리하라 진     | 2.5%   |
| 제3화             | 11월 1일         | 스톱워치       | 쿠리하라 진     | 3.0%   |
| 제4화             | 11월 8일         | 인색하다       | 오카모토 아츠시 | 3.5%   |
| 제5화             | 11월 15일        | 여동생         | 쿠리하라 진     | 3.8%   |
| 제6화             | 11월 22일        | 여유           | 쿠리하라 진     | 2.3%   |
| 제7화             | 11월 29일        | 풀이 죽은 동료 | 오카모토 아츠시 | 2.7%   |
| 제8화             | 12월 6일         | 험담           | 고토 코타로     | 3.7%   |
| 제9화             | 12월 27일        | 선배의 도게자  | 오카모토 아츠시 | 3.3%   |
| 제10화            | 12월 27일        | 겸손           | 나가누마 마코토 | 3.3%   |
| 제11화            | 2015년 1월 3일   | 신 오피스      | 쿠리하라 진     | 2.6%   |
| 최종화            | 1월 3일          | 이 시간        | 쿠리하라 진     | 2.6%   |
| 평균 시청률 3.03% |                  |                |                 |        |

- 첫회는 1시간 지연 (25:50 ~ 26:20).
- 제4화는 9분 지연 (24:59 ~ 25:29).
- 제9화 이후는 하루에 2회 연속 방송 (방송 시간은 총 60분).